# Hans Stuck
Hans Stuck (Warschau, 27 december 1900 - Grainau, 9 februari 1978) was een autocoureur uit Duitsland. Zijn grootste triomfen behaalden hij in de heuvelklim, zijn bijnaam was Bergkönig. Hij is de vader van Hans-Joachim Stuck.
Nadat hij gevochten had in de Eerste Wereldoorlog begon Stuck begin jaren twintig met heuvelklimwedstrijden. Zijn eerste wedstrijd in Baden-Baden in 1923 wist hij direct te winnen. De nodige successen volgden, naast heuvelklim ook in touringcars. Nadat verschillende fabrikanten zich hadden teruggetrokken uit de autosport wist Stuck Adolf Hitler, die hij bij toeval had leren kennen bij een jacht in 1925, te overtuigen een Duits autosportmerk te starten. In 1932 werd Auto-Union opgericht en Stuck reed tot aan de Tweede Wereldoorlog races voor dit merk en won onder andere de Grand Prix van Italië in 1935.
Na de oorlog waren Duitsers uitgesloten van deelname aan autoraces en Stuck besloot daarom een Oostenrijkse licentie te nemen. Vervolgens nam hij weer deel aan wedstrijden maar zijn gloriedagen waren voorbij. Begin jaren vijftig nam Stuck nog enkele malen deel aan Formule 1-races en in 1960 won hij nog eenmaal het Duits kampioenschap heuvelklim waarna hij direct zijn afscheid aankondigde. Vervolgens werd hij rijinstructeur op de Nürburgring en leerde hij aan zijn zoon de baan kennen.

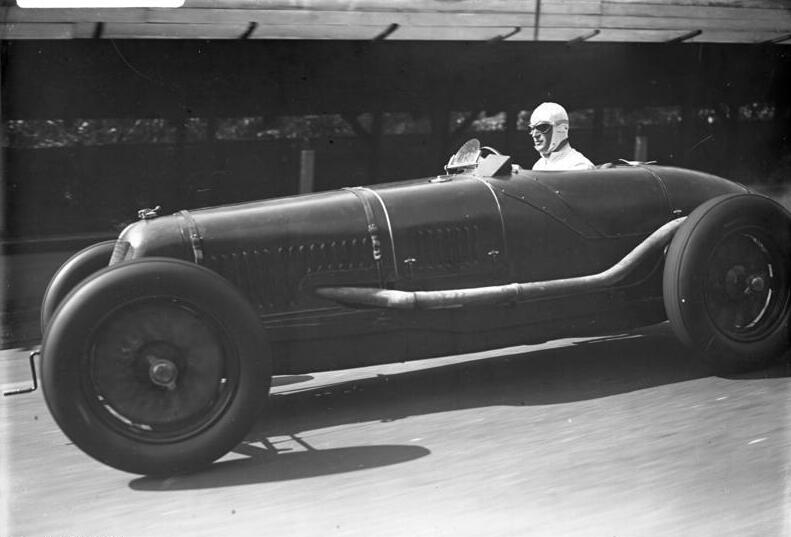
Hans Stuck in een Mercedes op de AVUS in 1932.